# Bill Duke
Bill Duke, właściwie William Henry Duke Jr. (ur. 26 lutego 1943 w Poughkeepsie w stanie Nowy Jork, USA) – amerykański aktor i reżyser filmowy oraz telewizyjny. Jeden z najbardziej charakterystycznych czarnoskórych aktorów.

## Filmografia (aktor)
- Kojak (1973-1978; serial telewizyjny) jako Sylk (gościnnie)
- Starsky i Hutch (1975-1979; serial telewizyjny) jako oficer Dryden (gościnnie)
- Myjnia samochodowa (1976) jako Duane Abdullah
- Amerykański żigolak (1980) jako Leon James
- Komando (1985) jako Cooke
- Predator (1987) jako „Mac” Eliot
- Ziemia poza prawem (1987) jako Malcolm
- Szalony Jackson (1988) jako kpt Armbruster
- Ulica bez powrotu (1989) jako Borel
- Ptaszek na uwięzi (1990) jako Albert Diggs
- Zakonnica w przebraniu 2: Powrót do habitu (1993) jako pan Johnson
- Zagrożenie dla społeczeństwa (1993) jako detektyw
- Zawsze górą (1998) jako Blackbrid Wills
- Plan Zuzanny (1998) jako detektyw Scott
- Angol (1999) jako główny agent DEA
- Godzina zemsty (1999) jako Hicks
- Mroczna dzielnica (2001) jako Hinges
- Czerwony smok (2002) jako szef policji
- Parasol bezpieczeństwa (2003) jako por. Washington
- Amnezja (2004) jako James Edwards
- Zagubieni (2004-2010; serial telewizyjny) jako Warden Harris (gościnnie)
- Get Rich or Die Tryin' (2005) jako Levar
- Yellow (2006) jako Miles Emory
- X-Men: Ostatni bastion (2006) jako Bolivar Trask

## Filmografia (reżyser)
- Rozróba w Harlemie (1991)
- Podwójny kamuflaż (1992)
- Stowarzyszenie wdów (1993)
- Zakonnica w przebraniu 2: Powrót do habitu (1993)
- Amerykański sen (1996)
- Gangster (1997)
- Złote kolczyki (2000)
- Angel: Nowy świat (2001)
- Zgromadzenie obrońców (2003)
- Normalny facet (2007)
- Nierozerwalna więź (2008)
- Dark Girls (2011)
- Created Equal (2017)

## Nagrody i nominacje
| Rok przyznania | Film                  | Nagroda                   | Kategoria                     |
| -------------- | --------------------- | ------------------------- | ----------------------------- |
| 1991           | Rozróba w Harlemie    | Złota Palma (nominacja)   | Udział w konkursie głównym    |
| 2004           | Zgromadzenie obrońców | Czarna Szpula (wygrana)   | Najlepszy reżyser telewizyjny |
| 2010           | Nierozerwalna więź    | Czarna Szpula (nominacja) | Najlepszy reżyser             |